# Ambasada Malediwów w Brukseli
Ambasada Malediwów w Brukseli – misja dyplomatyczna Republiki Malediwów w Królestwie Belgii.
Ambasador Republiki Malediwów w Brukseli oprócz Królestwa Belgii akredytowany jest również m.in. w Królestwie Niderlandów, Wielkim Księstwie Luksemburga, Rzeczypospolitej Polskiej oraz przy Unii Europejskiej.
Ambasada została otwarta 27 października 2010.